# Dimitri Radochevitch
Dimitri Radochevitch est un acteur français né le 18 mars 1942.

## Filmographie

### Cinéma
- 1978 : Le beaujolais nouveau est arrivé
- 1982 : L'Indiscrétion : le taxi bougon
- 1982 : Les Bancals : le sbire du patron furieux
- 1983 : Zig Zag Story
- 1983 : Attention, une femme peut en cacher une autre ! : le clarinettiste
- 1985 : Train d'enfer
- 1986 : Twist again à Moscou
- 1987 : Attention bandits !
- 1987 : Il est génial papy !
- 1993 : La Soif de l'or : un acheteur
- 1993 : Tombés du ciel : le chauffeur du car
- 1995 : Zadoc et le Bonheur : le marié
- 1996 : Le Cri de la soie : le gardien
- 1997 : Didier : le commentateur Robert
- 2000 : Regarde-moi (en face) : Gaston
- 2001 : 15 août : le voisin
- 2003 : Les Sentiments
- 2007 : Les Vacances de Mr Bean : le fermier aux poulets
- 2009 : Julie et Julia : le marchand de poissons
- 2014 : Marie Heurtin : le vieux médecin

### Télévision
- 1981 : Les Amours des années grises : le commissaire (1 épisode)
- 1989 : Les Jupons de la Révolution : Marat : le maître chirurgien (1 épisode)
- 1989 : Jeanne d'Arc, le pouvoir et l'innocence : Fournier
- 1991 : C'est quoi, ce petit boulot ? : Dr Tuchan (1 épisode)
- 1994 : Julie Lescaut : Manu Drestiu (1 épisode)
- 1994-2000 : Maigret : Dr Ben Simon et le père Trochet (2 épisodes)
- 1999 : Le juge est une femme : M. Nollo (1 épisode)
- 2004 : Avocats et Associés : Avocat chocolat (1 épisode)
- 2004-2007 : Boulevard du Palais : Jean Chabert et Gravier (2 épisodes)
- 2005 : Le Triporteur de Belleville : le curé Rousselle La Motte (1 épisode)
- 2006 : Fête de famille : le maire (1 épisode)
- 2007 : Mystère : le patient avec un déambulateur (épisode 10)
- 2009 : Contes et nouvelles du XIXe siècle : Alphonse (1 épisode)
- 2009 : La Belle Vie : le voisin Borghese
- 2018 : Mme Maisel, femme fabuleuse : le vendeur de fromage de chèvre (1 épisode)